# 狙击精英5
《狙击精英5》是一款於2022年5月26日起發售的第三人称视角战术射击隐蔽类游戏，由Rebellion Developments开发和发行。它是《狙击精英4》的續作。該遊戲適用於Microsoft Windows、PlayStation 4、PlayStation 5、Xbox One和Xbox Series X/S。《狙击精英5》講述的是第二次世界大战期间的1944年法国發生的故事。

## 游戏玩法
该游戏设有几个大型关卡、当玩家使用狙击步枪从远距离杀死德軍士兵时，X-Ray镜头将会启动，游戏的視角將會焦距在狙击步枪射出的子弹上，玩家可以看到子弹射穿德軍士兵身體的瞬間。